# Aerocardal
Aerocardal es una aerolínea chilena con sede en Santiago. Opera vuelos ejecutivos, chárter y ambulancia, siendo la única línea aérea en Chile con la capacidad de llegar con un vuelo aeromédico a Isla de Pascua. Su base principal es el Aeropuerto Internacional Arturo Merino Benítez en Santiago de Chile. 

## Historia
Aerocardal fue fundada en 1991 para ser una aerolínea de tipo chárter. Cuenta con una flota de 14 naves entre aviones y helicópteros, ofrece una variedad de servicios con las principales ciudades, así como en ciudades medianas o remotas en América y Europa.  
En julio de 2011 la aerolínea anunció que a partir de agosto operará su primera ruta regular Santiago-Vallenar. El primer vuelo regular entre estas ciudades ocurrió el 16 de agosto de 2011 en un Dornier 328. Se anunció el arribo de una segunda máquina similar que permitirá realizar vuelos a ciudades no cubiertas por grandes aerolíneas en territorio chileno.

## Destinos
- Chile
  - Santiago de Chile - Aeropuerto Internacional Arturo Merino Benítez Hub
  - Vallenar - Aeródromo Vallenar
  - Isla Robinson Crusoe - Aeródromo Robinson Crusoe Estacional
  - Cualquier destino nacional o internacional, vía vuelos ejecutivos y chárter.

## Flota
La flota de Aerocardal incluye las siguientes 13 aeronaves 
- 3 Dornier Do 228-200
- 1 Let L410NG
- 3 helicóptero biturbina AgustaWestland AW109S Grand
- 2 Gulfstream G150
- 1 Pilatus PC-12
- 1 Pilatus PC-24
- 1 Gulfstream G280

## Antigua flota
- 2 * Cessna Citation S550
- 2 * Dornier Do328-100
- 1 * Piper Navajo Panther
- 1 * Piper Cheyenne I
- 1 * Cessna C421 Golden Eagle
- 1 * Cirrus SR22 GTS X Edition
- 1 * Eurocopter BO-105CB
- 1 * Eurocopter EC135 T2

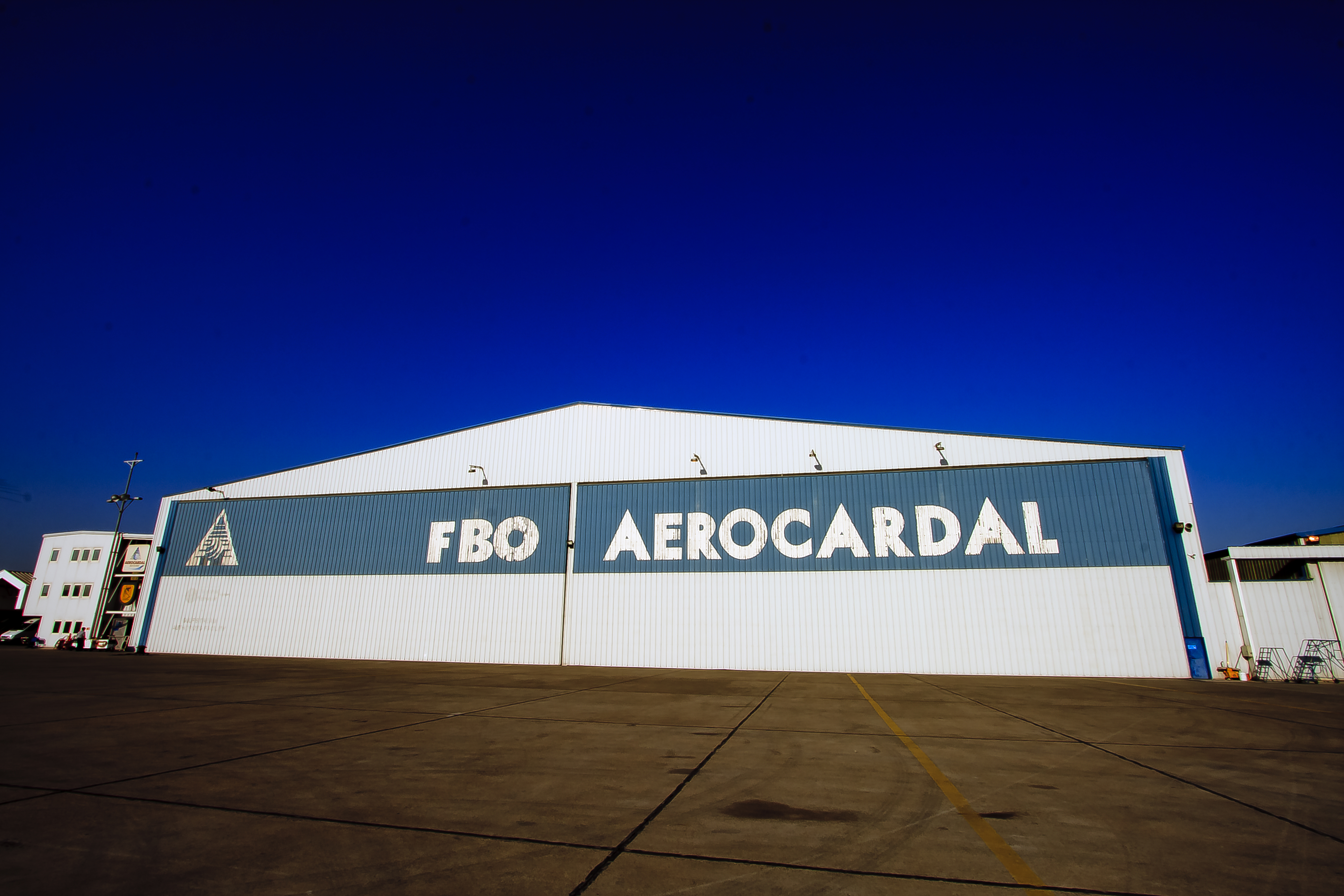
Hangar de Aerocardal en Santiago de Chile.
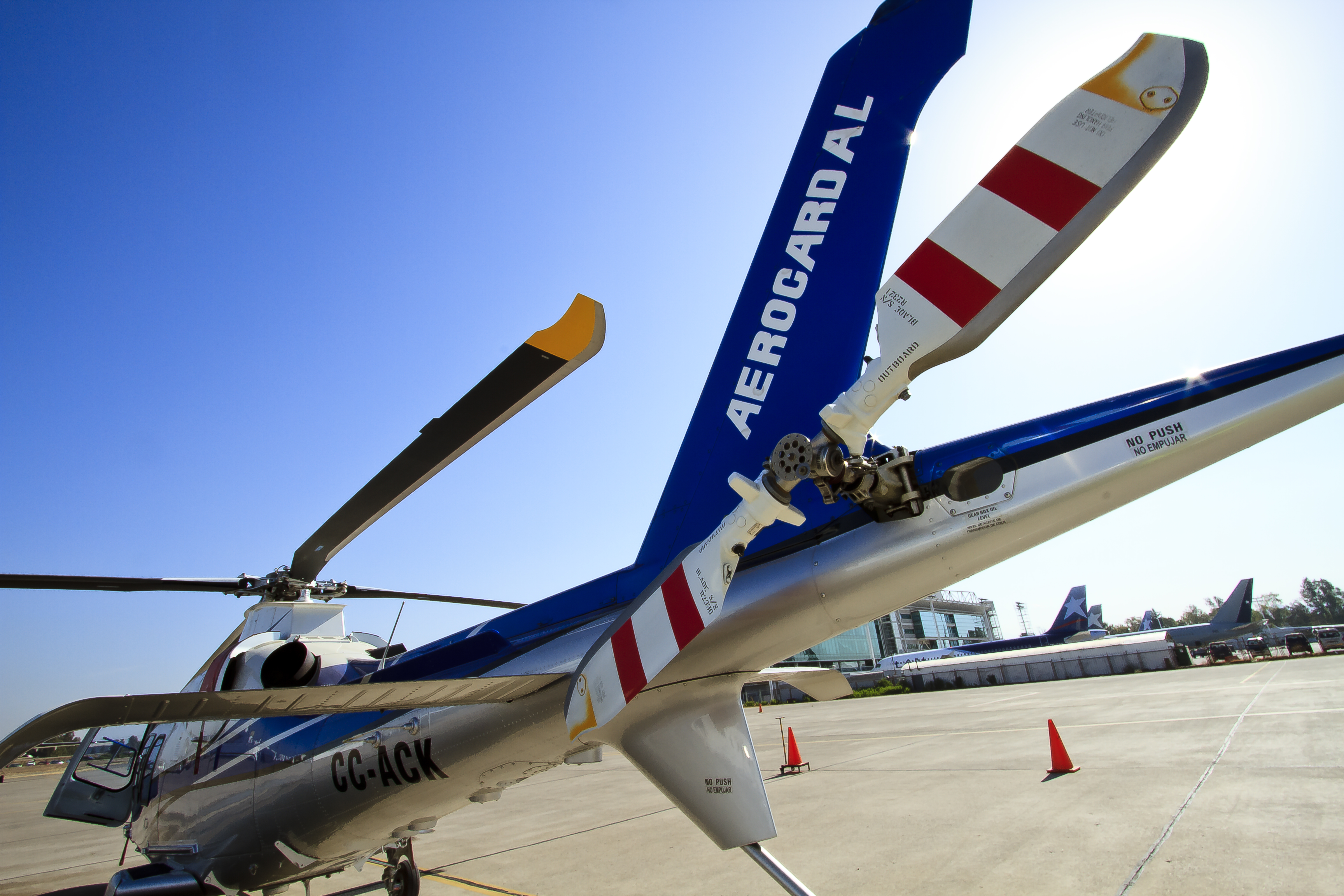
Helicóptero de Aerocardal
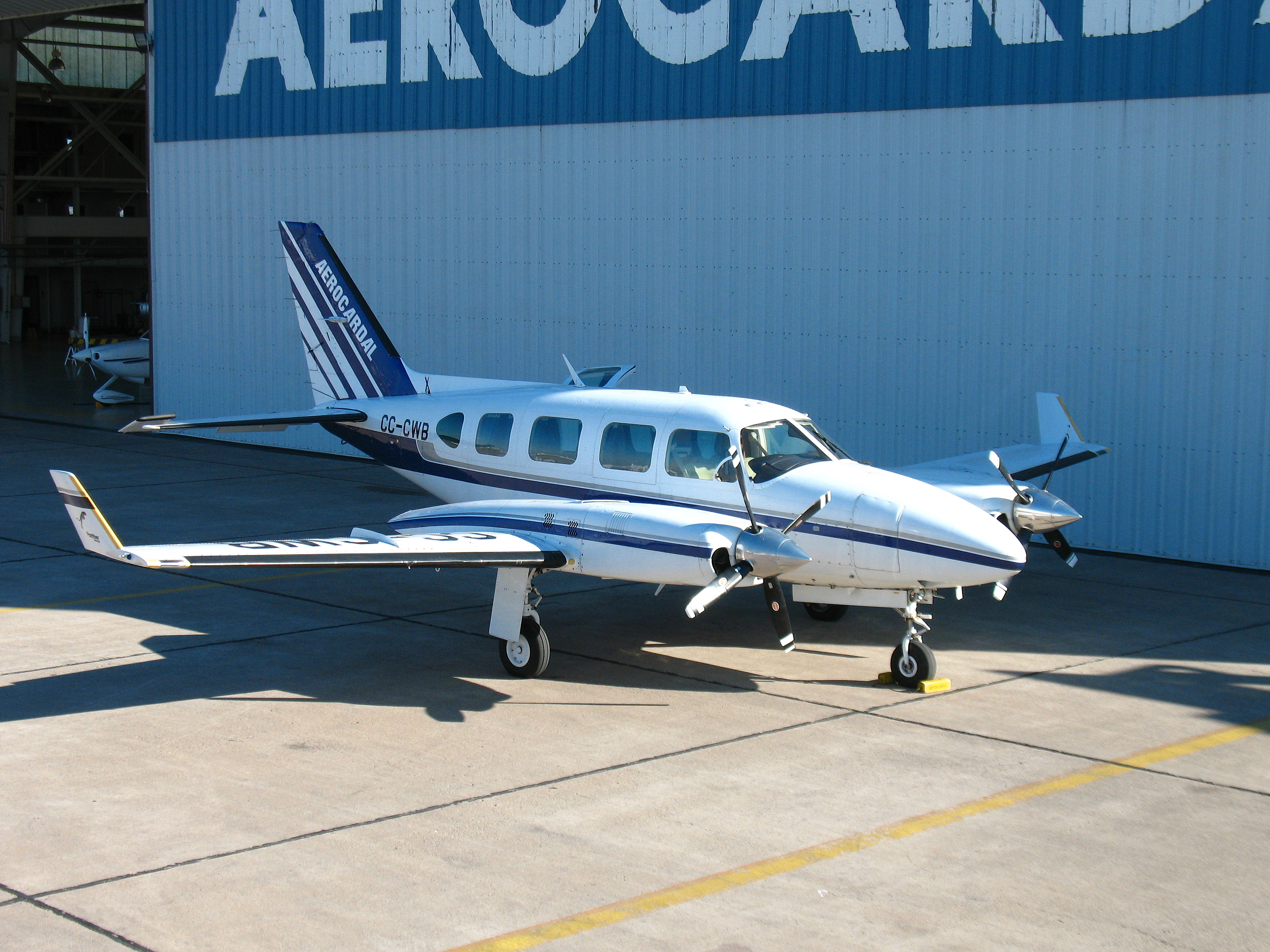
Aeronave de Aerocardal.
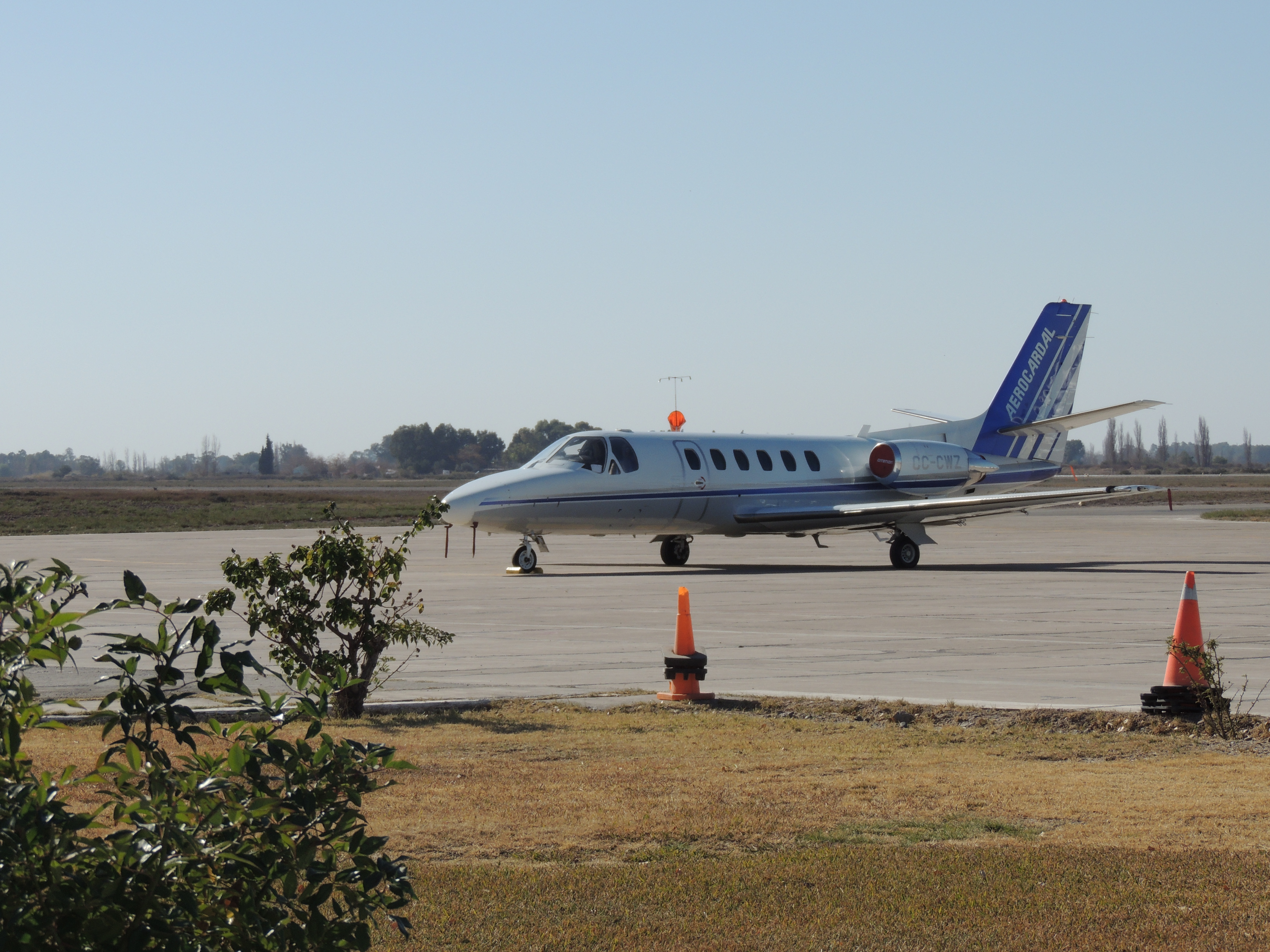
Cessna Citation SII